# 1198年
| 千纪： | 2千纪 |
| 世纪： | 11世纪 \| 12世纪 \| 13世纪                                                                                               |
| 年代： | 1160年代 \| 1170年代 \| 1180年代 \| 1190年代 \| 1200年代 \| 1210年代 \| 1220年代                                         |
| 年份： | 1193年 \| 1194年 \| 1195年 \| 1196年 \| 1197年 \| 1198年 \| 1199年 \| 1200年 \| 1201年 \| 1202年 \| 1203年               |
| 纪年： | 戊午年（马年）；西夏天慶五年；金承安三年；西辽天喜二十一年；南宋慶元四年；大理定安四年；越南天資嘉瑞十二年；日本建久九年 |

## 大事记
- 1月8日——依諾增爵三世當選為羅馬教宗。
- 古爾王朝與花剌子模發生衝突，花剌子模沙阿塔乞失向西遼求助，西遼大將塔陽古進攻呼羅珊地區，被古爾王朝擊敗。西遼向花剌子模索討損失費未果，出兵花剌子模，再次遭到失敗。
- 克烈首領王汗擊敗蔑兒乞部，首領脫黑脫阿的兒子脫古思被殺，兩子兩女被俘虜。
- 完顏宗浩受命北伐廣吉刺等蒙古部落，平定金朝北方邊陲。

## 出生
- 金哀宗完顏守緒

## 逝世
- 1月8日——教宗塞莱斯廷三世
- 4月16日——奥地利公爵腓特烈一世
- 11月27日——科斯坦察，西西里女王，神圣罗马帝国皇帝亨利六世遗孀
- 古列尔莫三世，西西里王国前国王